# Cascas
Cascas es una ciudad peruana capital del distrito homónimo y a la vez de la provincia de Gran Chimú, ubicada en el departamento de La Libertad.
Está situada aprox. a 100 km (2 a 3 horas en auto) desde la ciudad de Trujillo.
La industria primaria y actividad económica es el cultivo de la vid lo que la ha convertido en primer productor nacional de uva con una creciente participación en el mercado de vinos y piscos lo que le ha valido el reconocimiento del Gobierno Regional de la Libertad como Capital de la uva y el vino al igual que de sus festividades como la Fiesta Regional de la Vendimia, a través de la Ordenanza Nº 019-2008-GR-LL/CR.

## Historia

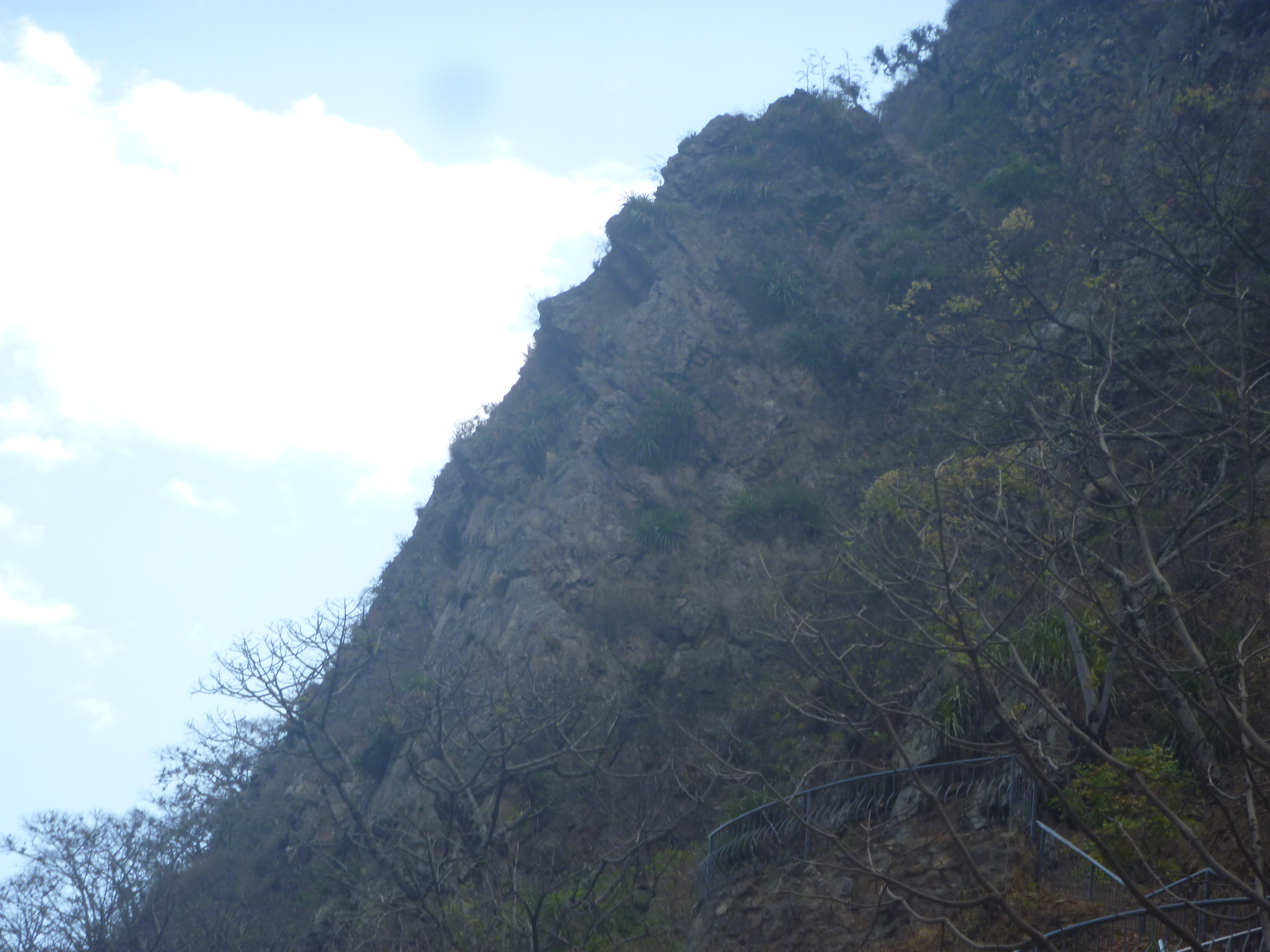
El Cristo de las Rocas, uno de los principales atractivos turísticos de Cascas.

Las primeras evidencias de ocupación en la zona de Cascas datan del periodo formativo (petroglifos, pinturas rupestres). 
Se ha encontrado también, en diversos lugares de la provincia, cerámica Cupisnique, Mochica, Chimú, Cajamarca, así como algunos indicios que demostrarían que Cascas albergó un pacífico y progresista señorío regional. Cascas (como centro poblado de Indios) existió desde épocas remotas, que se pierden en el tiempo. 
Posteriormente, con la llegada de los españoles, se funda el pueblo San Gabriel de Cascas, como lo demuestran documentos oficiales de la época virreinal. Sin embargo, el destino le asignó a Cascas, lugar preponderante en la historia. 
Por su ubicación geográfica ha servido como lugar de tránsito entre los pueblos de la sierra norte y los de la costa. Pasaron por Cascas ilustres personajes, Antonio Raimondi, Humbolt, Simón Bolívar y los patriotas peruanos que participaron en la guerra con Chile, La historia cuenta que fueron recibidos en Cascas con mucho honor, y abastecidos de alimentos para proseguir su campaña.

## Turismo
La ciudad es privilegiada con un generoso clima que permite ser visitada en cualquier época del año, alberga 2,000 hectáreas de cultivos 
Su característica principal, es la cosecha de vid que se da dos veces al año, debido al clima del valle. Las bodegas de vino y las parcelas productoras de vid muestran singulares formas, donde la producción artesanal se combinan para dar un vino de calidad y agradable al paladar del visitante. La introducción de la industria vitivinícola en Cascas, tiene sus orígenes en la década de los 60.
La población esta capacitada en el manejo de la uva, como también en la técnica de proceso para la obtención de vinos y piscos de alta calidad, la gran mayoría de los pobladores son productores de vino, destacan por ejemplo :
"Don Manuelito" que se dedica a la producción vitivinícola desde 1995, y ahora produce 50 mil litros de este elíxir de muchas variedades que en su mayoría son dulce.
"Vinos A&R" que producen siete variedades de vinos: tinto, blanco, mistela, seco, semiseco, abocado y del amor; ambos han ganado copas de oro en honor a la calidad, en el festival de la vendimia de Cascas.
"El Pedregal" producen vinos blancos, tintos, rosados, mistela, aguardiente selecto de uva, aguardiente selecto de manzana, y aguardiente oruga de uva.
Se practica el senderismo donde se puede apreciar paisajes que forma el río Cascas y las formaciones rocosas sedimentarias, visualizando un hermoso valle joven con pendientes bastante pronunciadas a lo largo del curso del río y a los flancos del mismo  con terrazas fluviales; se observa un afloramiento esculpido en forma de rostro humano llamado El Cristo de las Rocas. Asimismo, presenta otro atractivo turístico denominado "El árbol de las mil raíces" se trata de un enorme higuerón que tiene las raíces en el aire, siendo un lugar muy concurrido por turistas nacionales e internacionales.
Catarata El Molino es otro de sus atractivos, se encuentra ubicada a unos 15 minutos del Árbol de las mil raíces o a 5 minutos de Piscigranja de Truchas-Corlás. Se caracteriza por sus aguas cristalinas y la accesibilidad que tiene para poder ingresar y fotografiarse, llevándose un majestuoso recuerdo.
Y como olvidar, que entre estos hermosos lugares se encuentran los deportes de aventura como: el puente tibetano y la tirolesa.
Se aprecia una floreciente piscicultura de truchas y agricultura de chirimoya, granadillas y  la papaya serrana.

## Tierra del pisco sour norteño
La producción del pisco casquino ha permitido ofrecer un "pisco sour norteno".

## Vino casquino
Reza desde 1975 un dicho "si vino a Cascas y no tomó vino, ¿pues a qué vino?". 
Se produce uva todo el año. Vinos de todos los tipos desde malbec hasta el vino de misa especial.

## Clima
La temperatura media anual en Cascas es 18.5 °C. Se caracteriza por tener un clima de estepa local.
| Parámetros climáticos promedio de Cascas | Parámetros climáticos promedio de Cascas | Parámetros climáticos promedio de Cascas | Parámetros climáticos promedio de Cascas | Parámetros climáticos promedio de Cascas | Parámetros climáticos promedio de Cascas | Parámetros climáticos promedio de Cascas | Parámetros climáticos promedio de Cascas | Parámetros climáticos promedio de Cascas | Parámetros climáticos promedio de Cascas | Parámetros climáticos promedio de Cascas | Parámetros climáticos promedio de Cascas | Parámetros climáticos promedio de Cascas | Parámetros climáticos promedio de Cascas |
| Mes                                      | Ene.                                     | Feb.                                     | Mar.                                     | Abr.                                     | May.                                     | Jun.                                     | Jul.                                     | Ago.                                     | Sep.                                     | Oct.                                     | Nov.                                     | Dic.                                     | Anual                                    |
| ---------------------------------------- | ---------------------------------------- | ---------------------------------------- | ---------------------------------------- | ---------------------------------------- | ---------------------------------------- | ---------------------------------------- | ---------------------------------------- | ---------------------------------------- | ---------------------------------------- | ---------------------------------------- | ---------------------------------------- | ---------------------------------------- | ---------------------------------------- |
| Temp. máx. media (°C)                    | 26.4                                     | 26.6                                     | 26.3                                     | 25.4                                     | 24.5                                     | 23.8                                     | 23.5                                     | 23.4                                     | 23.7                                     | 24                                       | 24.8                                     | 25.6                                     | 24.8                                     |
| Temp. media (°C)                         | 20.3                                     | 20.6                                     | 20.3                                     | 19.4                                     | 18                                       | 17                                       | 16.8                                     | 16.8                                     | 17.3                                     | 17.8                                     | 18.4                                     | 19                                       | 18.5                                     |
| Temp. mín. media (°C)                    | 14.2                                     | 14.6                                     | 14.3                                     | 13.4                                     | 11.5                                     | 10.2                                     | 10.1                                     | 10.2                                     | 11                                       | 11.7                                     | 12                                       | 12.5                                     | 12.1                                     |
| Precipitación total (mm)                 | 51                                       | 75                                       | 115                                      | 32                                       | 5                                        | 2                                        | 1                                        | 1                                        | 5                                        | 15                                       | 10                                       | 19                                       | 331                                      |
| Fuente: climate-data.org                 |                                          |                                          |                                          |                                          |                                          |                                          |                                          |                                          |                                          |                                          |                                          |                                          |                                          |